# Christopher Zanella
Christopher Zanella (ur. 21 października 1989 roku w Waldshut-Tiengen) – szwajcarski kierowca wyścigowy.

## Kariera

### Formuła Renault
Szwajcar karierę rozpoczął w roku 2003, od startów w kartingu. W 2006 roku zadebiutował w wyścigach samochodów jednomiejscowych, konkretnie w Formule Lista Junior. Zdobyte punkty sklasyfikowały Zanellę na 23. miejscu, w ogólnej punktacji. W 2007 roku zakończył karierę kartingową. W tym samym roku wystąpił w czterech wyścigach Szwajcarskiej Formuły Renault. Dorobek punktowy pozwolił mu zająć w klasyfikacji 19. lokatę.
W sezonie 2008 sięgnął po tytuł mistrzowskiej we Szwajcarskiej Formule Renault (reprezentując ekipę Jenzer Motorsport, zwyciężył w czterech wyścigach). Poza tym wystąpił w dwóch rundach europejskiego cyklu. Nie zdobył jednak punktów.

### Formuła 3
W roku 2009 awansował do Formuły 3 Euroseries. Startując w niemieckiej ekipie Motopark Academy, trzykrotnie dojechał na punktowanej pozycji, z czego raz stanął na podium (drugie miejsce w drugim wyścigu, na niemieckim torze Hockenheimring). Ostatecznie w klasyfikacji końcowej zajął 13. lokatę. Z niemieckim zespołem Szwajcar wziął udział również w prestiżowym wyścigu Masters of Formuła 3. I tu zmagania zakończył na 13. pozycji.
Na sezon 2010 podpisał kontrakt z JD Motorsport, na starty we Włoskiej Formule 3. W ciągu szesnastu wyścigów, raz stanął na podium, a w klasyfikacji końcowej zajął 6. miejsce. W tym samym roku Christopher wziął udział również w sześciu wyścigach Formuły 3 Euroseries, w której ponownie reprezentował barwy Motopark Academy. Dorobek dwóch punktów zapewnił Szwajcarowi 15. lokatę, w ostatecznej klasyfikacji.

### Formuła 2
Na sezon 2011 Zanella przeniósł się do Formuły 2. Już na początku pokazał się z bardzo dobrej strony. Spośród pierwszych ośmiu wyścigów nie stanął na podium tylko raz, a dwukrotnie zwyciężył. Końcówka sezonu była nieco gorsza, lecz i tak pozwoliło mu to zdobyć tytuł wicemistrza serii.
Kolejny sezon też był bardzo dobry, lecz nieco gorszy od poprzedniego. Tym razem Zanella stanął na najniższym stopniu podium mistrzostw. 2 zwycięstwa i 7 podium dało mu 196 punktów w klasyfikacji kierowców. Dalsze starty w tej serii nie były jednak możliwe z powodu zakończenia jej rozgrywania.

### Formuła Renault 3.5
Nowy etat kierowcy wyścigowego znalazł Zanella w 2013 roku w Formule Renault 3.5. Został zatrudniony przez czeski zespół I.S.R. Racing. Już w pierwszym wyścigu sezonu stanął na najniższym stopniu podium, a w dwóch kolejnych był odpowiednio ósmy i siódmy. W pozostałych wyścigach Szwajcar już nie punktował. Z dorobkiem 25 punktów uplasował się na szesnastej pozycji w klasyfikacji generalnej.

## Statystyki
| Sezon | Seria                                 | Zespół            | Wyścigi | Zwycięstwa | PP | NO | Podium | Punkty | Pozycja |
| ----- | ------------------------------------- | ----------------- | ------- | ---------- | -- | -- | ------ | ------ | ------- |
| 2006  | Formuła Lista Junior                  |                   |         | 0          | 0  | 0  | 0      | 2      | 23      |
| 2007  | Szwajcarska Formuła Renault           | Jenzer Motorsport | 4       | 0          | 0  | 0  | 0      | 20     | 19      |
| 2008  | Szwajcarska Formuła Renault           | Jenzer Motorsport | 12      | 4          | 2  | 5  | 9      | 249    | 1       |
| 2008  | Europejski Puchar Formuły Renault 2.0 | Race Performance  | 4       | 0          | 0  | 0  | 0      | 0      | NS†     |
| 2009  | Formuła 3 Euro Series                 | Motopark Academy  | 20      | 0          | 0  | 0  | 1      | 11     | 13      |
| 2009  | Masters of Formula 3                  | Motopark Academy  | 1       | 0          | 0  | 0  | 0      | N/A    | 13      |
| 2010  | Włoska Formuła 3                      | JD Motorsport     | 16      | 0          | 1  | 0  | 1      | 90     | 6       |
| 2010  | Formuła 3 Euro Series                 | Motopark Academy  | 6       | 0          | 0  | 0  | 0      | 2      | 15      |
| 2011  | Formuła 2                             | Motorsport Vision | 16      | 2          | 2  | 1  | 7      | 193    | 2       |
| 2012  | Formuła 2                             | Motorsport Vision | 16      | 2          | 1  | 4  | 7      | 196    | 3       |
| 2013  | Formuła Renault 3.5                   | I.S.R. Racing     | 17      | 0          | 0  | 0  | 1      | 25     | 16      |

## Wyniki w Formule Renault 3.5
| Legenda oznaczeń w tabelach wyników Wyświetl szablon na nowej stronie | Legenda oznaczeń w tabelach wyników Wyświetl szablon na nowej stronie                                                                     |
| Oznaczenie                                                            | Wyjaśnienie |
| --------------------------------------------------------------------- | --- |
| Złoty                                                                 | Zwycięzca lub mistrzostwo |
| Srebrny                                                               | 2. miejsce lub wicemistrzostwo |
| Brązowy                                                               | 3. miejsce lub II wicemistrzostwo |
| Zielony                                                               | Ukończył, punktował (w klasyfikacji generalnej, gdy zdobył co najmniej jeden punkt na przestrzeni sezonu, poza trzema powyższymi opcjami) |
| Niebieski                                                             | Ukończył, nie punktował (w klasyfikacji generalnej, gdy nie zdobył co najmniej jednego punktu na przestrzeni sezonu)                      |
| Czerwony                                                              | Nie zakwalifikował się (NZ) |
| Czerwony                                                              | Nie prekwalifikował się (NPK) |
| Różowy                                                                | Nie ukończył (NU) |
| Różowy                                                                | Niesklasyfikowany (NS) (w klasyfikacji generalnej, gdy nie został sklasyfikowany w żadnym wyścigu sezonu)                                 |
| Czarny                                                                | Zdyskwalifikowany (DK) |
| Czarny                                                                | Wykluczony (WYK/EX) |
| Biały                                                                 | Nie wystartował (NW) |
| Biały                                                                 | Kontuzjowany (K/INJ) |
| Biały                                                                 | Wyścig odwołany (OD/C) |
| Bez koloru                                                            | Został wycofany (WYC/WD) |
| Bez koloru                                                            | Nie przybył (NP/DNA) |
| Bez koloru                                                            | Nie brał udziału w treningach (NT/DNP) |
| Bez koloru                                                            | Nie został zgłoszony (–) |
| Pogrubienie                                                           | Start z pole position |
| Kursywa                                                               | Najszybsze okrążenie wyścigu |
| †                                                                     | Nie ukończył, ale jego rezultat został zaliczony ze względu na przejechanie więcej niż 90% dystansu wyścigu.                              |
| *                                                                     | Sezon w trakcie |
| 1/2/3                                                                 | Punktowana pozycja w sprincie kwalifikacyjnym                                                                                             |
| Lista systemów punktacji Formuły 1                                    | |

| Rok  | Zespół | Wyniki w poszczególnych eliminacjach | Wyniki w poszczególnych eliminacjach | Wyniki w poszczególnych eliminacjach | Wyniki w poszczególnych eliminacjach | Wyniki w poszczególnych eliminacjach | Wyniki w poszczególnych eliminacjach | Wyniki w poszczególnych eliminacjach | Wyniki w poszczególnych eliminacjach | Wyniki w poszczególnych eliminacjach | Wyniki w poszczególnych eliminacjach | Wyniki w poszczególnych eliminacjach | Wyniki w poszczególnych eliminacjach | Wyniki w poszczególnych eliminacjach | Wyniki w poszczególnych eliminacjach | Wyniki w poszczególnych eliminacjach | Wyniki w poszczególnych eliminacjach | Wyniki w poszczególnych eliminacjach | Punkty | Pozycja |
| ---- | ------ | ------------------------------------ | ------------------------------------ | ------------------------------------ | ------------------------------------ | ------------------------------------ | ------------------------------------ | ------------------------------------ | ------------------------------------ | ------------------------------------ | ------------------------------------ | ------------------------------------ | ------------------------------------ | ------------------------------------ | ------------------------------------ | ------------------------------------ | ------------------------------------ | ------------------------------------ | ------ | ------- |
| 2013 | ISR    | ITA                                  | ITA                                  | ARA                                  | ARA                                  | MON                                  | BEL                                  | BEL                                  | RUS                                  | RUS                                  | AUT                                  | AUT                                  | HUN                                  | HUN                                  | FRA                                  | FRA                                  | CAT                                  | CAT                                  | 25     | 16      |
| 2013 | ISR    | 3                                    | 8                                    | 7                                    | NU                                   | NU                                   | 11                                   | 13                                   | 22                                   | 23                                   | 16                                   | 14                                   | NU                                   | 19                                   | NU                                   | 19                                   | NU                                   | 11                                   | 25     | 16      |